# Вивчарек, Пётр
Пётр Павел Вивчарек (пол. Piotr Paweł Wiwczarek, 22 октября 1965 года, Ольштын, Польша) — польский вокалист, гитарист и музыкальный продюсер. Соучредитель, главный композитор, автор текстов и лидер дэт-метал группы «Vader».

## Биография
Родился 22 октября 1965 года в Ольштыне. Окончил начальную школу № 17 и позднее — общеобразовательный лицей имени Николая Коперника в Ольштыне. Окончил музыкальную школу по специальности игры на скрипке. В ранние годы своей жизни увлекался игрой на гитаре. Окончил биологический факультет Высшей педагогической школы и Высшую гуманитарную школу в Ольштыне. После окончания своей учёбы в 1989 году короткое время работал учителем биологии. Вскоре после того ушёл из школы, он посвятил свою жизнь музыке. В 2004 году основал метал-группу «Panzer X». Работая музыкальным продюсером, сотрудничал с группой «Decapitated». Принимал участие в звукозаписи музыкальных альбомов групп «Kingdom of the Lie», «Slashing Death», «Sweet Noise», «Ceti» и «Para Wino Band». В 2012 году вместе с группой Vader получил приз польской фонографической промышленности «Музыкальный Приз Фредерик» в категории «Альбом года метал» за альбом «Welcome to the Morbid Reich» (2011). В конце 80-х годов XX столетия познакомился с менеджером группы Мариушем Кмёлком и автором текстов Павлом Фрэликом, с которыми сотрудничает до сих пор.
Артистическая деятельность
В 1983 году, когда ему исполнилось восемнадцать лет, вдохновлённый достижениями групп «Accept», «Judas Priest» и «Slayer», вместе со своим другом — гитаристом Збигневом Врублевским основал музыкальную группу «Vader». В начале их деятельности группа исполняла хэви-метал. В 1986 году из-за изменений в стиле исполняемой музыки из группы ушёл Збигнев Врублевский. В 1988 году в группе появился ударник Кшиштоф Рачковский, который заключил в 1992 году договор о дебютном альбоме с британской звукозаписывающей компанией «Earache Records». Кроме того в 1988 году группа начала работать с менеджером Мариушем Кмёлкем. Первый альбом группы «The Ultimate Incantation» вышел в 1992 году. С тех пор группа регулярно выступала за границей с группами «Morbid Angel», «Deicide», «Cannibal Corpse», «Nile», «Divine Empire», «Samael», «Grip Inc.», «Enslaved», «Six Feet Under», «Testament», «Marduk», «Immortal», «The Crown», «Krisiun», «Behemoth», «Decapitated», «Bolt Thrower», «Suffocation», «Dismember», «Vital Remains» и многими другими.
В последующие годаx группа начала пользоваться популярностью благодаря записи альбомов «De Profundis» (1995), «Black to the Blind» (1997), что дало группе возможность выступать в Японии, где они записали концертный альбом «Live In Japan» (1998). Это привело к договору со звукозаписывающей компанией «Metal Blade Records». Были выпущены альбомы «Litany» (2000), «Revelations» (2002) и «The Beast» (2004). Последний альбом был записан с новым ударником Дариушем Бжозовским, который играл в группе до 2008 года. Дариуш Бжозовский принимал участие в звукозаписи седьмого альбома «Impressions in Blood» (2006). В 2008 году Пётр Вивчарек с группой отмечали двадцать пятую годовщину творческой деятельности. В этом же году после договора с «Regain Records» группа записала юбилейный альбом «XXV». В 2009 году группа стала выступать в новом составе: Томаш «Reyash» Рэек (бас-гитара), Вацлав «Vogg» Келтыка (соло- и ритм-гитара), Павел «Paul» Ярошевич (ударная установка) и начала работать над восьмым альбомом «Necropolis», который появился летом этого же года.
В 1988 году выступил вместе с группой «Slashing Death» на фестивале «Sthrashydło» в Цехануве, во время которого он спел в песне «Ceremony of Death». Запись концерта «Live ad Thrash Camp» появилась в этом же году. Два года позже он играл на бас-гитаре во время записи альбома «In Pain We Trust» (1990) группы «Impurity». В 1993 году он принял участие в записи альбома «Bandid Rockin» группы «Para Wino» и альбома «About the Rising Star» группы «Kingdom of the Lie». В этом же году во время тура группы «Proletaryat» исполнил с группой песню «No Woman no Cry», вовремя которой он играл на гитаре. В 1996 году вместе с группой «Vader» принял участие в записи альбома «Getto» (песни «Down») группы «Sweet Noise».
В 2000 году участвовал в выпуске дебютного альбома «Winds of Creation» группы «Decapitated». В конце 2001 года СМИ объявило Петра Вивчарека музыкальным продюсером датской группы «Thorium». Планируемая сессия записи должна была произойти в «Red Studio» в Польше, но сотрудничество с этой группой не произошло. В 2003 году спел песнью «Falcon’s flight» альбома «Shadow of the Angel» группы «Ceti». В 2004 году основал группу «Panzer X», играющую хэви-метал. Для сотрудничества в этой группе он пригласил Гжегожа Купчика, вокалиста группы Turbo, ударника Витольда Келтыка и Марка Паяка, гитариста группы «Esqarial», с которыми записал мини-альбом «Steel Fist», который появился в 2006 году благодаря компании «Metal Mind Productions».
В 2009 году принял участие в записи альбома американской трэш-метал группы «Hurtlocker». Запись «Antichrist Conceived» со своим участием опубликовал на «MySpace». В 2011 он принял участие в записи песни «Mazurski Cud». Автор композиции Кшиштоф «Dżawor» Яворский, известный благодаря выступлениям в группе «Harlem», пригласил его к записи других музыкантов, связанных с регионом Мазур: Януша Панасевича из группы «Lady Pank», Рышарда Рынковского, Войцеха «Lozo» Лозовского из группы «Afromental» и Норберта «Norbi» Дудюка. В следующим году принял участие в записи альбома «Crimen Excepta» группы «Crystal Viper». В 2013 году компания «Złoty Melon» выпустила сингл шведской группы SABATON — 40 : 1, с участием Вивчарека. В записи сингла приняли участие вокалист Turbo — Томаш Струщик, лидер группы «Crystal Viper» Марта Габриэль и гитарист группы «Hate» — Конрад «Destroyer» Рамотовский.
В 2008 году вышло интервью с Петром Вивчареком в книге журналиста «III Программы» Польского Радио Петра Качковского, под заглавием «Rozmowy Trzecie». В Книге Джоэла Макайвера под заглавием «The 100 Greatest Metal Guitarist» Вивчарек находится на 68 месте.
Личная жизнь
У Петра Вивчарека есть жена Марта (Малиновская), сын Оскар и дочь Агата. В течение многих лет жили в Ольштыне, а затем в Гданьске. Любитель и коллекционер военного оборудования, занимается моделизмом. Собирает военные формы Второй Мировой Войны. Активно принимает участие в исторических реконструкциях. В качестве статиста снялся в сериале «Tajemnica Twierdzy Szyfrów» (2007) по сценарию Богуслава Волошинского. Он говорит на трёх иностранных языках: английском, немецком и русском.
Благотворительная деятельность
7 января 2008 года вместе с группой Vader сыграл благотворительный концерт в клубе Стодола в Варшаве, посвящённый музыкантам, пострадавшим в автомобильной аварии — умершему ударнику Витольду Келтыце и певцу Адриану Кованкови.
В 2009 году посвятил одну из своих гитар (Ran, модель Invader) для благотворительного аукциона, средства от которого были переданы в находившемуся в тяжёлом состоянии Адриану Кованкови. За инструмент получили 12 тыс. злотых. Кроме того Вивчарек с группой Vader несколько раз принимал участие в концертах Большого Оркестра праздничной помощи.
Инструменты
Его первым инструментом была бас-гитара Romeo II, затем BassTon, а его первая электрогитара — Defil Kosmos, на которой он играл 5 лет. Следующими гитарами были Vivan, копия модели Flying V компании Fernandes, а затем — модель Ironbird. После 1997 года он начал пользоваться гитарами компании Ran Guitars из Ольштына. Компания производит подписанную музыкантом гитару Invader с звукоснимателем 81 EMG и системой Floyd Rose тремоло.